# Michael Roth (handball)
Pour les articles homonymes, voir Michael Roth et Roth.
Michael Roth, né le 15 février 1962 à Heidelberg, est un joueur et entraîneur allemand de handball.

## Biographie
Michael Roth évolue en club au SG Leutershausen, au TuS Hofweier, au MTSV Schwabing (de), au TV Großwallstadt, au TV Eitra (de) et au TUSEM Essen. Il est vice-champion d'Allemagne et vainqueur de la Coupe d'Allemagne en 1986 avec le MTSV Schwabing, champion d'Allemagne en 1990 et vainqueur de la Coupe nationale en 1987 et en 1989 avec le TV Großwallstadt et vice-champion d'Allemagne avec le SG Leutershausen en 1992.
Avec l'équipe nationale, Michael Roth remporte la médaille d'argent aux Jeux olympiques de 1984,. Il atteint également la 7e place au Championnat du monde 1986.
Il devient en 1994 entraîneur de handball, menant entre autres le TSV Östringen (1994-2002), le SG Kronau-Östringen (2002-2004), le TV Großwallstadt (2004-2009), le HSG Wetzlar (2009-2010) et le MT Melsungen à partir de 2010. En avril 2018, il a été limogé du MT Melsungen. En octobre 2018 puis en août 2019, il a coaché l'Université de Sydney lors de la Coupe du monde des clubs. Le 28 février 2020, il succède à Velimir Petković à la tête du Füchse Berlin avant que la saison ne soit prématurément arrêtée à cause de la pandémie de Covid-19. En octobre 2020, il devient sélectionneur de l'équipe nationale de Bahreïn mais démissionne de son poste un peu plus d'un mois plus tard. En janvier 2022, il termine la saison à la tête du club de deuxième division du VfL Lübeck-Schwartau. En juillet 2022, il a repris l'entraînement de la première équipe masculine du club autrichien de Bregenz Handball.

## Vie privée
Michael Roth est le frère jumeau du handballeur Ulrich Roth et le fils du basketteur Oskar Roth (de).
En 2009, Michael Roth et son frère Ulrich ont contracté le cancer de la prostate presque simultanément. Ils ont traité la maladie dans le livre Unser Leben - Unsere Krankheit (Notre vie - Notre maladie).